# Чемпионат Исландии по футболу 1929
Чемпионат Исландии по футболу 1929 — 18-й розыгрыш чемпионата страны. В чемпионате приняли участие шесть команд, что привело к изменению правил турнира: чемпионат проходил по системе плей-офф до двух поражений. В итоге чемпионом стал «Рейкьявик», выиграв в шестой раз в своей истории этот титул.

## Чемпионат

### 1-й раунд
- Валюр 0:0 Акюрейри
- Рейкьявик 7:1 Фрам
- Валюр 4:0 Акюрейри (переигровка)
- Вестманнаэйяр 4:1 Викингур

### 2-й раунд
- Рейкьявик 3:1 Вестманнаэйяр
- Викингур 3:0 Акюрейри
- Вестманнаэйяр 2:1 Фрам

### 3-й раунд
- Валюр 4:0 Вестманнаэйяр
- Рейкьявик 7:2 Викингур

### Финал
- Рейкьявик 3:1 Валюр